# Спа (физиотерапия)
Вижте пояснителната страница за други значения на Спа.
Спа е термин, свързан с водолечението, познато като балнеотерапия.
Спа курортите (включително и тези с горещи извори) обикновено предлагат различни оздравителни процедури. Вярата в лековитите качества на водата датира от древни времена. Такива практики са били широко разпространени по целия свят, но са били най-вече разпространени в Европа и Япония. Ежедневните спа процедури са особено популярни и предлагат различни видове лечебни процедури.

## Произход на термина
Терминът спа произхожда от името на белгийския град Спа, познато още от римско време, когато мястото се наричало Aquae Spadanae.
През Средновековието болестите, причинени от липса на желязо, били лекувани чрез пиенето на минерална вода, съдържащо желязо (през 1326 фабрикантът на железни изделия Колин ле Лоуп потвърдил като лек извора с името Еспа, която е валонската дума за фонтан).
През 16-ти век в Англия старите римски идеи за лечебно къпане били възродени в градове като Бат. А през 1596 г. Уилям Слингсби открил извор с вода, богата на желязо в Йоркшър. Той построил и оградил кладенец, който бил известен като Харогейт, който станал първият курорт в Англия за питейна лечебна вода. След това, през 1596, доктор Тимъти Брайт, след като открил втори кладенец, кръстил курорта Английския Спа, откъдето и започнала употребата на думата спа като общо описание.
Често се твърди, най-често в комерсиален контекст, че думата спа е акроним на различни латински фрази, като Salus Per Aquam или Sanitas Per Aquam (здраве чрез вода). Това е много слабо вероятно: тази хипотеза се появява едва в началото на 21-ви век, а навлизане на акроними в езика не е регистрирано преди 20-ти век. Няма и връзка между тези латински фрази и римските топоними на селището Спа.

## История
Практиката да се пътува до горещи или студени извори с надеждата за извършване на лечение на някои заболявания датира от праисторически времена. Археологически проучвания в близост до горещи извори във Франция и Чехия разкриват оръжия и дарове от времето на Бронзовата епоха. Във Великобритания древна легенда приписва на първите келтски царе откриването на горещи извори в Бат, Англия.
Много хора по света вярват, че къпането в определен извор, кладенец или река води до физическо и духовно пречистване. Форми на ритуално пречистване съществуват сред коренните американци, перси, вавилонци, египтяни, гърци и римляни. В наши дни ритуално пречистване с вода се практикува в религиозните церемонии на евреи, мюсюлмани, християни, будисти и индуси. Тези церемонии отразяват древната вяра в лечебните и пречистващи свойства на водата. Сложни ритуали за къпане са практикувани и в Древен Египет, както и в праисторическите градове в Индийската равнина и в цивилизациите от Егейско море. Най-често тези древни народи са изграждали малки конструкции около водата, които са били с временен характер.

### Къпането в гръцки и римски времена
Някои от най-ранните описания на западните практики на къпане произлизат от Гърция. Гърците въвеждат рижимите за къпане, които формират основата на модерните спа процедури. Тези хора от Егейската цивилизация използват за лична хигиена малки вани, басейни и вани за крака. Най-ранните подобни находки са баните в дворцовия комплекс в Кносос в Крит и луксозните вани от алабастър, изкопани в Акротири на о-в Санторини и двете находки датират от средата на второто хилядолетие пр. Хр. Гърците създават обществени бани и душове в рамките на своите гимнастически комплекси за отдих и лична хигиена. Гръцката митология упоменава, че някои естествени извори или приливни басейни били благословени от боговете, за да лекуват болестите. Около тези свещени басейни гърците построили съоръжения за къпане за тези, които желаели изцеление. На тези места молители оставяли дарове на боговете за изцеление и се къпели с надеждата да се излекуват. Спартанците разработили примитивна парна баня. В серангеум, който е ранен гръцки балнеум (в свободен превод:баня) в който били изсечени по планинските склонове камери за къпане, от които извирали горещи извори. Серия от ниши изсечени в скалите над камерите побирали дрехите на къпещите се. Една от камерите за къпане има декоративна подова мозайка, изобразяваща колар и колесница, теглена от четири коня както и жена, следвана от две кучета, а в долната част на мозайката е изобразен делфин. Така ранните гърци използвали естествените дадености и ги разширявали като добавяли за лични удобства различни декорации и рафтове. През по-късната гръцка цивилизация баните често били строени свързани със спортни площадки. И все пак, най-развитата и изискана употреба на вода с цел лечение и релаксация идва от турските хамами и арабските бани. Тази терапевтична употреба на водата била представена на мюсюлманите през европейското средновековие чрез Испания (Ал-Андалус). Най-големите арабски бани в света извън мюсюлманска страна са тези, намиращи се в испанския град Хаен и датират от 12 век.
Римляните подражавали на много от гръцките практики за къпане. Те надминават гърците в размера и сложността на своите бани. Това се дължи на много фактори: по-големия размер и население в римски градове, наличието на течаща вода след изграждането на водопроводи и изобретяването на цимента, което направило изграждането на големите сгради по-лесно, по-безопасно и по-евтино. Както и в Гърция и в Древен Рим римската баня се превърнала в събирателен център за социална и развлекателна дейност. Докато се разширявала Римската империя, идеята за обществена баня се разпространила до всички части и региони на Средиземно море, Европа и Северна Африка. С построяването на акведуктите римляните имали достатъчно вода не само за битови, селскостопански и промишлени цели, но и за своите спокойни занимания. Акведуктите осигурявали вода, която по-късно се загрявала за употреба в баните. В наши дни размерите на римската баня се откриват в множество руини и при археологически разкопки в Европа, Африка и Близкия изток.
Римляните доусъвършенствали баните в колониите си, възползвайки се от горещите минерални извори, намиращи се в Европа, за да построят бани в Екс и Виши във Франция, Бат и Бъкстън в Англия, Аахен и Висбаден в Германия, Баден в Австрия, както и Аквинкум сред други места. Тези бани станали центрове за спорт и социални дейности в римските общности. Библиотеки, лекционни зали, физкултурни салони, както и симетрични градини станали част от някои бани. В допълнение римляните използвали горещите термални води за облекчаване на страданията им от ревматизъм, артрит и от прекаляването с храна и напитки. Упадъкът на Римската империя на запад започнал през 337 г. след смъртта на император Константин, което довело до изоставянето им от римските легиони на своите отдалечени провинции и напускането на бани им, които били превзети или унищожени от местното население.
Така римляните доближили къпането до изобразителното изкуство, а техните бани физически отразили тези подобрения. Римската баня, например, включвала много по-сложен ритуал от просто потапяне или процедура на изпотяване. За различните части на ритуала за къпането – събличане, къпане, потене, масажи и почивка били необходими отделни стаи, които римляните построили, за да изпълнят тези функции. Сегрегацията на половете и допълнителните сексуални отклонения не били директно свързани с къпането, но оказали влияние в извивката и формата на баните. Сложният римски ритуал на къпане и произтичащата от него архитектура служи като пример за по-късните европейски и северно-американски съоръжения за къпане. Бивши градински пространства и богата архитектурна аранжировка равни на тези при римляните се показват отново в Европа в края на 18 в. Главните северно-американски спа курорти следват този пример век по-късно.

### Къпането през Средновековието
С упадъка на Римската империя, обществените бани ставали често места на безнравствено поведение и подобна употреба била отговорна за разпространението, а не за лечението на заболявания. Общото убеждение сред европейското население било, че честото къпане насърчавало болестите и заразите. Средновековните църковни власти насърчили това убеждение и правели всичко възможно да се закрият обществените бани. По онова време служителите по вероизповеданията смятали, че общественото къпане създава среда, благоприятна за неморалност и болести. Служителите на Римокатолическата църква дори забранили общественото къпане в неуспешен опит да спрат епидемиите от сифилис в Европа.
Хората продължили да търсят няколко избрани топли и студени извора, смятайки, че са свещени кладенци, за да излекуват различните си заболявания. В епоха на религиозен плам ползите от водата били приписани на Бог или на един от светиите. През 1326 г. Колин ле Лоуп, фабрикант на железни изделия от Лиеж, Белгия открил водни извори съдържащи желязо в град Спа, Белгия. Около тези извори в крайна сметка нараснал известния здравен курорт Бат както и термина „спа“, който се отнасял за който и да е здравен курорт, намиращ се до естествени извори. По време на този период отделни извори се асоциирали с определена болест, от които хората могат да се възползват при лечение.
Процедурите за къпане по време на този период се увеличили значително. До 16 век лекарите в Карлсбад, Бохемия предписвали минералната вода да се приема вътрешно и външно. Пациентите периодично били окъпвани в топла вода за период до 10 или 11 часа, докато пиели чаши с минерална вода. Първата сесия на банята настъпила през нощта, а втората в следобедните часове. Това лечение продължавало няколко дни, докато се образуват кожни пустули и били пукнати в резултат на оттичането на „отрови“, които се считали за източник на болестта. След това следвало нова серия от по-кратки и по-горещи вани за измиване на инфекцията и за затваряне на изригванията.
В английския крайбрежен град Скарбъроу през 1626 г. г-жа Елизабет Фароу открила поток от кисела течаща вода, излизаща от една от скалите намиращи се на юг от града. Тази вода се считала, че притежава благоприятни здравословни свойства и тази случка дава началото на Спа курорта Скарбъроу. Книгата на д-р Уити относно спа водите, публикувана през 1660 г. привлякла поток от посетители в града. Къпането в морето било добавено към лечението и Скарбъроу станал първия морски курорт във Великобритания. Първите въртящи се машини за къпане за къпещите са записани върху пясъците през 1735 г.

### Къпането през 18век
През 17 век, повечето европейци от висшата класа изпрали дрехите си с вода и често измивали само техните лица (и бельо). При висшата класа битувало чувството, че къпането на цялото тяло е дейност с по-нисък клас, но висшата класа бавно започнала променя отношението си към къпането като начин за възстановяване на здравето по-късно през този век. Богатите се стичали на тълпи до здравните курорти, за да пият и се къпят във водите им. През 1702 г. кралицата на Великобритания Анна пътувала до Бат (бивша римска баня), за да се изкъпе. По-късно Ричард Беау Наш отишъл в град Бат. Чрез силата на неговата личност Наш се превърнал в повелител на добрия вкус и маниери в Англия. Той заедно с финансиста Ралф Алън и архитекта Джон Уд превръщат Бат от спа в социална столица на Англия. Привидно богатите и известните ходели там на сезонен принцип, за да се къпят и да пият вода, въпреки това те отивал и за да демонстрират богатството си. Социалните дейност в град Бат включвали танци, концерти, карти за игра, лекции и разходки надолу из улиците.
Един обикновен ден в Бат започвал рано сутрин с обща баня, последвана от самостоятелна закуска. После един или повече хора пиели от стаята с помпата (стая създадена около термалния воден източник) или присъствали на модно ревю. Лекарите насърчавали здравето на патроните на курорта да се къпят и да пият от водата с еднаква сила. Следващите няколко часа на ден можели да бъдат изразходвани в пазаруване, посещение на библиотеката, кредитиране, посещение на концерти или в спиране на едно от кафенетата. В 16:00 ч. най-богатите и известните, облечени в техните накити се разхождали по улиците на града. След това идвала вечерята с още разходки и изпълнена с танци и хазарт.
Подобни занимания настъпили в здравните курорти из цяла Европа. Спа курортите се превърнали в сцени на които европейците парадирали с парите си. Тези курорти станали печално известни като места, пълни с клюки и скандали. Различните социални и икономически класи избрали определени сезони за годишния си престой вариращ от един до няколко месеца чак до почивка във всеки курорт. Един сезон аристократите заемали курортите, а в други случаи проспериращите фермери и пенсионираните военни мъже се настанявали в баните. Богатите и престъпниците, които ги дебнели често се местели на следващия курорт, когато модния сезон на курорта се променял.
През 18 в. възраждането на медицинските приложения на изворната вода били насърчени от лекарските светила из цяла Европа. Това възраждане променило начина на правенето на спа процедурите. Така например в Карлсбад приетия метод за пиене на минерална вода изисквал изпращане на големи барели до отделните курорти, където пациентите пиели от лекаря дози, предписани в уединението на своите стаи. Д-р Дейвид Бийчър през 1777 г. препоръчал на своите пациенти да отиват до първоизточник на водата и че всеки пациент трябва предварително първо да се направи някои предписани упражнения. Тази иновация увеличава получените медицинските ползи и постепенно физическата активност става част от европейския режим на къпане. През 1979 г. в Англия д-р Джеймс Кюри публикува Ефектите на топлата и студена вода като лек против треска и други болести. Показана от М. Д. Еди заедно с многобройни местни брошури за състава на водата в спа курортите, стимулирало допълнителен интерес към леченията с вода и застъпило твърдението за външната и вътрешна употреба на водата като част от лечебния процес.

### Къпането през 19-и и 20 век
През 19 в. къпането станало по-обичайна практика, тъй като лекарите разбрали някои от ползите, които чистотата предоставяла. Епидемията от холера в Ливърпул през 1842 г. се превърнала в санитарен ренесанс, улеснена да бъде премахната от застъпената хидропатия и санитарните движения и от осъществяването от серия от устави, познати още като "Баните и пералните деяния от 1846 г. до 1896 г. Резултатът бил увеличаване броя на съоръженията за къпане и пране на дрехи и увеличаване броя на хората, които участвали в тези дейности.
Също така през 1842 г. една къща в Синсинати, щата Охайо получила първата закрита ваната в Съединените щати. Къпането обаче все още не било универсален обичай. Само една година по-късно през 1843 г. къпането в периода между 1 ноември и 15 март било забранено във Филаделфия, Пенсилвания като здравословна мярка и през 1845 г. къпането било забранено и в Бостън, Масачузетс, освен ако не е под прякото нареждане на лекар. Ситуацията обаче се подобрила и от 1867 г. повечето къщи във Филаделфия имали вани и вътрешен водопровод. В Англия душовете с топла вода били инсталирани в казармите и училищата през 80-те години на 19-ти век. Табутата срещу къпането изчезнали с напредъка на медицината, а световната медицинска общност дори популяризирала ползите от къпането. В допълнение викторианския вкус към екзотиката прибягнал да търси лечебните сили на термалната вода.
В повечето случаи последната архитектурна намеса на европейските спа-курорти била вече факт през 18-и и 19 век. Архитектурата на Бат, Англия включила в себе си грузински и неокласически линии следвани от паладиански структури. Най-важната архитектурна форма, който се появила била „полумесеца“-полуелипсовидна улична планировка, която се използвала в много области на Англия. Спа архитектурата на Карлсбад (Карлови Вари), Мариенбад (днешен Марианске-Лазне), Франценсбад (днешен Франтишкови-Лазне) и Баден-Баден е предимно неокласическа, но литературата изглежда показва, че големи бани не били конструирани чак до 19 век. Акцентът върху питейната водата, отколкото върху къпането в баните довел до разработването на отделни структури, известни като Trinkhallen (питейни зали), където тези, които приемали лечебната вода прекарвали часове, пиейки термална вода от изворите.
До средата на 19 век ситуацията била променена драстично. Посетителите на европейските спа-курорти наблегнали основно на къпането като пиенето допълвало процеса на лечение. Освен това фонтаните, павилионите и питейните зали, съразмерни с римските бани били отново съживени. Снимките на спа комплекси от 19 век, направени през 1930 г. подробно представят ранната архитектура на спа-помещенията: тежки мозаечни подове, мраморни стени, класически статуи, засводени отвори, куполовидни тавани, сегментни арки, триъгълни фронтони, коринтски колони, както и всички други украшения от Неокласическото възраждане. Сградите обикновено били разделени по функция – питейни зали, баня, инхалаториум (място за вдишване на термалните изпарения) и Kurhaus или Conversationhaus, което било помещение в което била провеждана социалната дейност. По онова време Баден-Баден включил към услугите си и курсове по голф и тенис кортове: „превъзходни пътища за мотори и коли, заедно със старомоден алеи, където дивите елени са толкова често, колкото кравите за нас и въобще нямат страх“
.
Впоследствие, европейските спа курорти създали помещения с вътрешна функция за пиене – от прости фонтани и павилиони да изработването на питейни зали. Огромните баните се появили по-късно през 19 век придружени с обновени предпочитания за един сложен ритуал за къпане за лечение на болести и подобряване на здравето, които били тогава били на мода. Европейски архитекти погледнали назад към древните римски цивилизации и проучили внимателно древните и фини архитектурни сгради за къпане. Европейците копирали същия ред, симетрията, разпределението на помещенията по функция и пищния интериорен дизайн в своите бани. Те подражавали на древните римляни чрез фонтаните и по симетричните градински площи в своите курорти допълнително добавели нови занимания. В пътеводителите туроператорите винаги споменавали просторните дървени приноси в близост и бързата достъпност до различни нови занимания вечерно време.
До началото на 19 век европейската режим на къпане включвал от множество събрани начини. Процедурата включвала накисване в топла вода, пиене на термалната вода, вдишване на изпаренията от водните пари и релаксация в хладно помещение. В допълнение докторите предписвали на пациентите си да се обливат редовно с термална гореща и студена вода с определена диета за подобряване ефикасността на лечението. Писателите започнали да пишат пътеводители за здравните спа курорти из цяла Европа, обясняващи медицинските ползи и социални удобства на всеки един. Богатите европейци и американци пътували към тези курорти, за да вземат участие в културните дейности и баните.
Всеки европейски спа курорт започнал да предлага подобни режими на лечение като се поддържала определена степен на индивидуален подход към всеки човек. Режима на къпане през 19 век в Карлсбад може да ни представи общия портрет на европейските практики през този век. Посетителите ставали в 6ч. сутринта, за да пият вода съпроводени през това време от музикален съпровод на живо. След това следвала лека закуска, баня, както и обяд. Лекарите в Карлсбад обикновено ограничавали пациенти си от определени храни при всяко хранене. В следобедните часове посетителите разглеждали забележителностите или посещавали концерти. Покера и театралните представления се състояли след вечеря. Всичко това приключвало около 21:00 ч., когато пациентите се връщали в техните курортни стаи и спели до 6.00 ч. сутринта. Този режим продължавал един месец и след това пациентите се връщали у дома си до следващата година. Други европейски спа режими от 19 век имали подобни графици.
В началото на 20 век европейските спа курорти комбинирали строга диета и режим на упражнения със сложна процедура за къпане за постигане на максимални ползи за пациентите. Един пример е достатъчен, за да се онагледи промяната в процедурите за къпане. Пациентите в Баден-Баден, който курорт бил специализиран в лечението на ревматоиден артрит били насочвани да отидат на лекар преди да приемат баните. След като това се е случило къпещите се отправили към главната баня, където те си плащали за своите бани и за съхраняването на своите ценности, преди да се запишат при щанда за събличане. В банята се доставяли на къпещите се кърпи, чаршафи и чехли.
Процедурата за къпане в Баден-Баден започвала с топъл душ. Къпещите се след това влизали в стая с циркулиращ 140-градусов горещ въздух за 20 минути, изразходвали още десет минути в стая с температура 150 градуса, вземали участие в парна баня от 154 градуса, последвана от душ и получавали масаж със сапун. След масажа къпещите плували в басейн загрят на приблизително до телесната температура. След плуването къпещите се почивали от 15 до 20 минути в топлата басейн-стая „Sprudel“. Този басейн с плитко дъно съдържал 200 мм слой от пясък през който бълбукала естествено газирана вода. Това бе последвано от серия постепенно хладни душове и басейни. След това помощниците натривани къпещите се с топли кърпи и след това да ги увивали в чаршафи и ги покривали с одеяла, за да почиват в продължение на 20 минути. Това било последната част на лечебното къпане. Останалата част от лечението се състояла от предписана диета, упражнения и програма за пиене на вода.
Европейските спа комплекси преждали различни други дейности за гостите след баня: включително хазарт, конни надбягвания, лов, риболов, тенис, кънки, танци, голф и конна езда. Разглеждането на забележителности и на театрални представления послужили като допълнителни стимули за хората да ходят в спа центровете. Някои европейски правителства дори признавали медицинските ползи от спа терапията и плащали част от разходите на пациента. Броят на тези минерални извори обслужвали тези, които страдали от затлъстяване и преяждането като част от други медицински оплаквания. През последните години елегантността и стила на по-ранните векове може да е намалял но хората все още идват в естествените горещи извори за релакс и здраве. В Германия тази традицията оцелява до наши дни. „Лекуването“ в спа курортите е обгърнато от обществените и частни здравни застраховки, както се изисква от федералното законодателство. Обикновено лекаря предписва няколко седмици престой в минерален извор или в друга природна среда, където състоянието на пациента ще бъде третирано с лечебни изворни води и природни терапии.

### Спа в Колониална Америка
Някои европейските колонисти донесли със себе си знанията за лечебна терапия с гореща вода, а други изучили ползите от горещите минерални извори от американските индианци. Европейците постепенно овладели лечебните ползи от многото топли и студени извори на различните индиански племена. След това хората от колониите доразвили изворите, така че да паснат на европейския вкус. До 1760 година британските колонисти пътували до горещи и студени извори в Кънектикът, Пенсилвания, Ню Йорк и Вирджиния в търсене на лековити извори. Сред най-често посещаваните от тях били изворите Бат, Йелоу и Бристол в Пенсилвания както и Уорм Спрингс, Хот Спрингс заедно с Уайт Сулфер Спрингс (в наши дни в Западна Вирджиния) във Вирджиния. През последното десетилетие от 1700 г. Ню Йорк Спас бил често посещаван от смели туристи и най-вече Болстон Спа. Намиращите се в близост Саратога Спрингс и Киндерхук тепърва предстояло да бъдат открити.
Колониалните лекари постепенно започнали да препоръчват като част от лечение горещите минерални извори за различни болести. Д-р Бенджамин Ръш, американски патриот и лекар похвалил изворите на Бристол, Пенсилвания през 1773 г. През 1783 г. д-р Самюъл Тени както и през 1792 г. д-р Валентин Сийман изследвали водата на Балстон Спа в Ню Йорк и описали възможните медицински приложения на лечебните извори. Построени били хотели за настаняване на посетителите при различните извори. Предприемачите разработили балнолечебни институти, в които туристите можели да се настанят, хранят и пият. Така започнала курортната индустрия в Съединените щати.

### Къпането през 19-и и 20 век в САЩ
След американската революция спа индустрията продължава да печели популярност. Първата истински популярна спа дестинация станал Саратога Спрингс, която от 1815 г. разполагала вече с два големи, четири-етажни хотела в гръцки възрожденски стил. Тя бързо се разрастнала като през 1821 г. имала най-малко петстотин стаи за настаняване. Нейната относителната близост до град Ню Йорк и достъп ѝ до най-развитите параходни линии в страната означава, че от средата на 1820-те Саратога Спрингс спа станала най-популярната туристическа дестинация в страната, обслужваща едновременно елита и по-голямата част от средната класа. Въпреки че през 1810 г. спа дейността е била в центъра на Саратога Спринс, а през 1820 г. в курорта имало хотели с големи бални зали, оперни къщи, магазини и клубове. Хотел Юнион (първият построен през 1803 г., но непрекъснато разширяващ се през следващите десетилетия) е имал своя собствена алея, а от 1820 г. вече е имал собствен фонтан и официално озеленяване, но само с две малки бани. Тъй като курортът се развивал като туристическа дестинация минерални бани станали помощни структури и не били вече част от централните функции на курорта, въпреки че пиенето на минерална вода било най-малко следвано като дейност проформа от повечето присъстващи, въпреки нощните вечери, които били богати и дълги. Въпреки че Саратога и други минерални спа-извори в Ню Йорк съсредоточили развитието си около здравословните минерални води, техният истински номер бил смесица от сложния социален живот и културно каше. Въпреки това по-широката публика, която се събирала в края на 20-те години на 19 в. отнела част от очарованието на курорта, а в ср. на 30-те като успешен опит за съживяване курорта концентрирал вниманието си върху конните надбягвания.
В ср. на 50-те години на 19 в. пролетни курорти със студени и топли извори имало в 20 щата. Много от тези курорти притежавали подобни едни на други архитектурни особености. Повечето курорти имали голяма, двуетажна централна сграда в близост до или на изворите с по-малки структури около нея. Основната сграда била предвидена за гостите със съоръжения за хранене и понякога за танци на първия етаж, а на втория етаж били спалните помещения. Външните структури били индивидуални кабини за гости и другите помощни сгради образуващи полукръг или U – форма около голямата сграда.
Тези курорти предлагали плуване, риболов, лов и езда, както и съоръжения за къпане. Курортите във Вирджиния, по-специално Уайт Селфур Спринсг се доказали като популярни преди и след Гражданската война. След Гражданската война спа ваканциите станали много популярни, тъй като завърналите се войници се къпели, за да лекуват раните си, а американската икономика разполагала с повече свободно време. Саратога Спрингс в Ню Йорк се превърнал в един от основните центрове за този вид дейност. Къпането в и пиене на топла, газирана изворна вода служила само като прелюдия към по-интересните социални дейности като хазарт, разходки, конни надбягвания и танци.
През последната половина на 19 век западните предприемачи разработили естествени горещи и студени извори в курорти – от река Мисисипи до Западното крайбрежие. Много от тези минерални извори предлагали индивидуални бани с вана, парни бани, душ-спрейове, иглени душове, както и басейни за къпане на своите гости. Различните железници, които преминавали през страната подкрепяли тези курорти, за да насърчи пътуването с влак. Хот Спрингс в Арканзас се превърнал в основен курорт за хора от големите градски райони на Сейнт Луис и Чикаго.
Популярността на минералните извори продължила до 20 век. В Саратога Спа били разработени процедури за сърдечни и циркулаторни нарушения, ревматични заболявания, нервни разстройства, метаболитни заболявания и заболявания на кожата. През 1910 г. държавното управление в Ню Йорк започнало закупуването на основни извори, за да ги предпази от експлоатация. Когато Франклин Делано Рузвелт бил губернатор на Ню Йорк, той настоял за европейски тип спа развитие в Саратога. Архитектите за новия комплекс прекарали две години в изучаване на техническите аспекти на къпането в Европа. Завършен през 1933 г. разработения комплекс имал три бани – Линкълн, Вашингтон и питейна зала Рузвелт, Зала на изворите и жилищна сграда на изследователския институт Саймън Барух. Четири допълнителни сгради съставяли зоната за отдих и съградени аркади заедно с плувен басейн, украсен теракотено-фаянсова облицовка в синьо. Неокласическите сгради на Саратога Спа Стейт Парк били положени по грандиозен начин с формални перпендикулярни оси, масивна тухлена конструкция, камък и бетон във Възрожденски Римски стил.